# Asmund Havsteen-Mikkelsen
Asmund Havsteen-Mikkelsen (1977-) er en dansk kunstner, der som kunstmaler er kendt for sine arkitektoniske motiver med et tilsyneladende fravær af mennesket.
Havsteen-Mikkelsen har deltaget i gruppeudstillinger i ind- og udland, ligesom han har haft soloudstillinger i ind- og udland. Blandt retrospektive udstillinger kan nævnes ”The Future Begins at Home” på Rønnebæksholm (2011), ”The House of Being” i Viborg Kunsthal (2018) og ”Privacy (wilding)” på Kastrupgårdsamlingen (2021). I 2011 modtog han Henry Heerups Æreslegat, ligesom han har modtaget arbejdslegater af Statens Kunstfond. Han er repræsenteret i flere større samlinger, bl.a. Statens Kunstfond, Ny Carlsbergfondet, Swedish Art Counsil og Novo Nordisk Fonden, samt adskillige private samlinger i Tyskland, England, Sverige og USA. Derudover har han stået for flere store udsmykningsopgaver, herunder Nyborg Gymnasium, Vestre Landsret, Jazzhus Montmartre, Retten i Roskilde og Valsemøllen Esbjerg. Desuden har han skabt en serie på 12 malerier til bogprojektet Dialogues (2013) for det berlinske arkitektfirma Grüntuch Ernst Architekten. I 2019 udkom den første internationale monografi om Asmund Havsteen-Mikkelsen, med titlen ”Mentalscapes”, på det tyske kunstforlag Kerber Verlag.

## Uddannelse
Asmund Havsteen-Mikkelsen er dimittend fra Det Kongelige Danske Kunstakademi i København 2009. Han har studeret under blandt andre Thomas Demand Arkiveret 11. februar 2021 hos  Wayback Machine, Gerard Byrne og Michael Diers. Akademitiden (2003-2009) inkluderede længere studieophold ved akademier i udlandet, Hochschule für Bildende Kunst, Hamburg 2007-08 og CCA Research Program Arkiveret 23. januar 2021 hos  Wayback Machine, Kitakyushu i Japan 2004-05. Før akademiet tog han en magistergrad i litteraturvidenskab og filosofi ved Københavns Universitet (1996-2003). Han har i en årrække boet og haft atelier i Berlin (2007-2015), men bor og arbejder i dag i København. Han er født på Ærø som søn af arkitekten Alan Havsteen-Mikkelsen og barnebarn af kunstneren Sven Havsteen-Mikkelsen.

## Maleri
Havsteen-Mikkelsens billeder er blevet kaldt Edward Hopper-inspirerede transitrum eller non-sites. De arkitektoniske motiver har et tilsyneladende fravær af mennesket, men kun tilsyneladende for netop dette fravær af mennesket giver beskueren mulighed for selv at sætte sig ind i motivet og blive opmærksom på spor af menneskelig eksistens i billedet. Det er blevet tolket som at Havsteen-Mikkelsen i højere grad er optaget af idéerne bag arkitektur end af arkitekturen selv.

## Kunst i det offentlige rum
Sideløbende med maleriet har Asmund Havsteen-Mikkelsen arbejdet med kunst i det offentlige rum. I 2018 genskabte Asmund Havsteen-Mikkelsen til ”Vejle Floating Art Festival” et hjørne af Le Corbusiers modernistiske hovedværk Villa Savoye i skalamodellen 1:1 og sank den i Vejle fjord som en kritisk kommentar til skandalen om Cambridge Analytica, valget af Trump til præsident i USA, Putins indblanding i demokratiske valg, højreradikales fremmarch i Europa og Brexit. Værket med titlen ”Flooded Modernity”” vandt stor genklang og gik viralt – især mange internationale medier omtalte værket, der på den måde har fået et langt efterliv.  
Asmund Havsteen-Mikkelsen har siden 2016 løbende arbejdet med fotografi, først med Instagram-projektet ”Louis Kahn in Denmark” (fulgt op af en bogudgivelse i 2018), siden med ”Abstraction into Architecture” (2018-).

## Kunstteoretiske tekster
Som en væsentlig del af Asmund Havsteen-Mikkelsens kunstneriske virke tæller også hans kunstteoretiske skrifter, der forholder sig til videnskab, kunsthistorie og samfund. Hver især skaber de et teoretisk fundament for mange af hans værker. Hans teoretiske ståsted udgør sammen med hans malerier en slags Gesamtkunstwerk, og derfor er bøgerne en god indgang til at forstå værkerne og deres forholden sig til samtiden. Blandt hans kunstteoretiske skrifter kan nævnes Propositions on Painting (2013), Generic Singularity (2014), Non-Philosophy and Contemporary Art (2015), Endurance(2017), Community of Contribution (2020), Det generøse fællesskab - drømmen om et genforvildet Danmark (2021) og Zoom & Bloom - udkast til en æstetik for ANTROPOCÆN (2021).

## Udstillinger

### Soloudstillinger
- 2006 Mentalscapes, Helene Nyborg Contemporary, København
- 2006 Frontal/Sideways, The Scandinavian House, Prag
- 2007 Supernumeral (with Emil W. Hertz), Marstal Museum, Ærø
- 2010 Estrangement City, Politikens Galleri, Kopenhagen
- 2011 The Future Begins at Home, Rønnebæksholm ArtCenter
- 2012 Blue Devils, Galerie MøllerWitt, Aarhus
- 2013 Look At This World, Fold Gallery, London
- 2014 The Infinity Complex, Galleri Kant, København
- 2016 The Territorial Trap, Galleri Kant, København
- 2018 Demolition, Galleri Kant, København
- 2018 The House of Being, Viborg Kunsthal
- 2019 Lost in Space, Galleri Kant, København
- 2019 Total Transformation, Galerie MøllerWitt, Aarhus
- 2021 Privacy (wilding), Kastrupgaardsamlingen, København
- 2021 More News From Nowhere, Galleri Kant, København

### Gruppeudstillinger
- 2007 Autolabor, Brandenburgischer Kunstverein Potsdam e.V.
- 2011 Enter II, Kunsthallen Brandts, Odense
- 2011 Uferhallen Kunstaktien, Uferhallen, Berlin
- 2011 Painterly Delight II, Ystad Konstmuseum,
- 2015 Bastard – Claus Carstensens Collection, Esbjerg Art Museum
- 2016 Ideals – Concrete Art Then and Now, Fuglsang Art Museum
- 2017 Idealer – Konkret Kunst Dengang og Nu, Randers Kunst Museum
- 2017 Show Me the Money, Museet for Samtidskunst, Roskilde
- 2017 Idealer – Konkret Kunst Dengang og Nu, Esbjerg Kunst Museum
- 2018 Floating Art, Vejle Kunstmuseum
- 2021 Gå, Sophienholm
- 2022 New Red Order, Kunsthal Charlottenborg

## Galleri
Galleri Kant
Skitsehandlen

## Film
This Sense of Unease, 7 min., Louisiana Channel, 2019
Mit Berlin, 30 min., DR K, 2013.
Korschach, 6 min., 2012.
Asmund Havsteen-Mikkelsen om Crater og Seeing is Difference, produceret af Mathilde Schytz Marvit for Ny Carlsbergfondet, 2019.
Asmund Havsteen-Mikkelsen om Mentalscapes, produceret af Mathilde Schytz Marvit for Ny Carlsbergfondet, 2019.

## Artikler
Kunstværk i dansk fjord får international opmærksomhed, Kunsten.nu, 2018.
Bonde, Lisbeth: "Asmund Havsteen-Mikkelsen", Dansk kunst i 10’erne: 40 kunstnerportrætter, Gyldendal, 2017, s. 148-155.
Bonde, Lisbeth: For mig er arkitekturen en måde at fortælle historier på, Kunsten.nu, 2016.
Jakobsen, Ole Bak: Demo mod vinter, Kunsten.nu, 2015.
Ugens kunstner: Asmund Havsteen-Mikkelsen, Kunsten.nu, 2012.
Vester Feldberg, Dina: Subtile undersøgelser af rum, Kunstmagasinet Janus, nr. 2, 2011, s. 16-19.
Rasmussen, Jesper: På kant med byens dyder, Kunstmagasinet Janus, nr. 3, 2007, s. 9-15.
Kristensen, Tina: Et blik på samtidens maleri, 2019.
Patel, Riya: The man who sank the Villa Savoye, Icon Eye / iconeye.com, 2018.
Mailund, Eva: 50x50x50 - et øjebliksbillede af dansk samtidskunst på Kastrupgaardsamlingen, 2016.

## Kataloger
Havsteen-Mikkelsen, Asmund: The House of Being, Viborg Kunsthal, 2018.
Havsteen-Mikkelsen, Asmund: Propositions on Painting, 2013.
De Boever, Arne: Blue Devils Arkiveret 14. februar 2021 hos  Wayback Machine, 2012.
Havsteen-Mikkelsen, Asmund: The Future Begins at Home, Rønnebæksholm, 2011.
Havsteen-Mikkelsen, Asmund: Meditations on the Uncanny, Lettre, 2010.
Havsteen-Mikkelsen, Asmund: Look at this World, 2013.

## Bøger
Havsteen-Mikkelsen, Asmund: Mentalscapes, Kerber Verlag, 2019.  
Bonde, Lisbeth: Dansk kunst i 10´erne. 40 kunstnerportrætter. Gyldendal, København 2017, ISBN 978-87-02-22749-9, S. 148–155.
Ruby, Ilka og Andreas: Grüntuch Ernst Architekten: Dialoge. Distanz Verlag, Berlin 2013, ISBN 978-3942405836.
Themsen, Maria Kjær: Berørt. Om dansk kunst i det nye årtusinde. Strandberg Publishing, København 2020, ISBN 978-87-92949-87-5, S. 263–266.
Troelsen, Anders: Kunstværk, udenværk og visuel kultur. Om at se på billeder. Aarhus Universitetsforlag, Aarhus 2022, ISBN 978-87-7219-577-3, S.504-505, 507.